# Hluchota
Hluchota (lat. surditas) nebo sluchová porucha je snížená nebo chybějící schopnost vnímat zvukové informace. I když některé případy ztráty sluchu jsou vratné lékařskou léčbou, mnohé vedou k trvalému postižení. Velmi důležitý je věk, ve kterém sluchová ztráta nastala, protože to může ovlivnit osvojení si mluvené řeči. Sluchové kompenzační pomůcky a kochleární implantáty mohou zmírnit některé problémy způsobené sluchovou poruchou, ale nemohou sluch plnohodnotně nahradit. Osobám s nedoslýchavostí kromě sluchových rehabilitačních prostředků slouží i sluchové pomůcky a prostředky k usnadnění komunikace. Na světě je okolo 466 milionů lidí se ztrátou sluchu, 34 milionů z nich jsou děti. V České republice je okolo půl milionu lidí, patří sem jak úplně neslyšící, tak také nedoslýchaví.

## Dělení vad sluchu
Vady sluchu se dělí na:

### Podle doby vzniku sluchové vady
- Vrozené vady jsou dědičné, jsou dány geneticky, nebo mohou nastat v období zrání plodu. Jsou tedy před narozením.
- Vady získané vznikají až po narození, může to být na základě úrazu, nemoci apod. V rámci doby vzniku lze vydělit vady dědičné, které se mohou projevit třeba až v dospělosti, nemusí tedy vzniknout ihned po narození.

### Podle vývoje řeči
- Prelingvální sluchová porucha je porucha vrozená nebo jinak získaná předtím, než se osoba naučila řeč a jazyk (tj. mezi 3–4. rokem života), což komplikuje léčbu vady, protože dítě není schopné přijímat zvukovou/mluvenou komunikaci z okolí. Je důležité poznamenat, že děti narozené do rodin používající znakový jazyk pro komunikaci nezaostávají v jazykovém vývoji a komunikaci. Většina prelingválních sluchových poruch je získaných, obvykle buď z nákazy nebo traumatu, proto rodiny často nemají žádnou předešlou znalost hluchoty.

Určit však hranici, kdy je ukončen vývoj řeči, je těžké. Někteří odborníci stanovují hranici 18 měsíců, někteří 3 roky, někteří dokonce v rozmezí 6–7 let.
- Postlingvální je sluchová vada, která vznikla u osoby s již rozvinutou řečí. Věk, ve kterém se sluchová porucha vyvine, je zásadní pro naučení se mluvené řeči. Postlingvální sluchové poruchy jsou mnohem častější než prelingvální poruchy.

Postlingvální sluchová porucha vzniká po naučení se řeči, obvykle po šestém roku. Příčinou může být nákaza, trauma, nebo vedlejší efekt léků. Typicky, ztráta sluchu je postupná, a často zjištěná rodinou a přáteli dlouho předtím, než pacienti sami poznají postižení. Obvyklá léčba obsahuje kompenzaci s pomocí sluchových pomůcek (například sluchadla) a učení se odezírat ze rtů. Důsledkem izolace (z neschopnosti komunikovat s přáteli a rodinou) a potíží v přijímání jejich postižení může vést k samotě a depresi.

### Podle místa postižení
- Převodní (konduktivní) nedoslýchavost nebo hluchota má příčinu v převodním sluchovém aparátu středního ucha. U této vady dochází k poškození vnějšího nebo středního ucha. Je tak poškozen převod zvukových vibrací do hlemýždě. Narušeno je vzdušné vedení, kostní vedení v tomto případě zůstává zachováno, čehož je možno využít proteticky tak, kdy naslouchací přístroj rozkmitává dle přijatého zvuku skalní kost (sluchadla BAHA)[3].
- Percepční (senzorineurální) nedoslýchavost nebo hluchota má příčinu v hlemýždi anebo ve vyšších etážích (mozkový kmen, mozek). Zde dochází k poškození ve vnitřním uchu nebo ve vyšších patrech sluchové dráhy, je tak narušeno vnímání zvuku. V tomto případě jsou používána běžná sluchadla pro vzdušné vedení[3]; v případě těžkého poškození kochley může pomoci kochleární implantát.

Oba druhy lze rozlišit pomocí audiometru. Dříve se diagnostika prováděla pomocí rozkmitané hudební ladičky, jednak jen přiblížené k uchu a jednak přiložené nožičkou na skalní kost.
- Kombinovaná vada sluchu, kdy se u jedince objeví problém jak z oblasti převodní, tak i percepční vady.

### Částečná ztráta sluchu
Lidé, kteří jsou nedoslýchaví (špatně označovanými jako nahluchlí), mají mírnou poruchu sluchu, ale ne tak, aby byli považováni za neslyšící. Sluchově postižené osoby s částečnou ztrátou sluchu mohou pozorovat, že se kvalita jejich sluchu mění ze dne na den, z jedné situace na druhou, nebo že se vůbec nemění. Většina nedoslýchavých lidí sluch ztrácí s přibývajícím věkem. Na světě se však rodí i malé děti, kteří mají již stupeň ztráty, mnoho z nich ztrácí sluch v průběhu raného života.
Nedoslýchaví lidé mohou být závislí ve větší nebo menší míře na sluchových pomůckách a odezírání ze rtů. Nemusí si to vždy uvědomovat, ale připouštějí, že je pro ně důležité vidět tvář mluvícího při konverzaci. Mnoho osob se ztrátou sluchu má lepší sluch v nižších frekvenčních pásmech (nízké tóny), a nemohou slyšet stejně dobře nebo vůbec ve vyšších frekvencích. Stav může zhoršit mnoho faktorů, které ovlivňují, jak lze použít sluchové pomůcky nebo znalosti čtení ze rtů či vnímání zvuku.

### Unilaterální ztráta sluchu (na jedno ucho)
Osoby s unilaterální ztrátou sluchu mohou slyšet normálně na jedno ucho, ale mají problémy se slyšením na druhém uchu. Je tak narušen stereofonní vjem i prostorová zvuková orientace postižené osoby.

## Kategorie ztráty sluchu dle WHO
Kategorie ztráty sluchu dle WHO:
| Velikost ztráty | Název kategorie ztráty sluchu  | Název kategorie podle vyhlášky MPSV č. 284/1995 Sb. | Příklady                                                                                  |
| --------------- | ------------------------------ | --------------------------------------------------- | ----------------------------------------------------------------------------------------- |
| 0–25 dB         | normální sluch                 |                                                     |                                                                                           |
| 26–40 dB        | lehká nedoslýchavost           | lehká nedoslýchavost (již od 20 dB)                 | Problémy se sledováním řeči v hlučném prostředí                                           |
| 41–55 dB        | střední nedoslýchavost         | středně těžká nedoslýchavost                        | Problémy se sledováním řeči, když postižený nemá sluchadlo                                |
| 56–70 dB        | středně těžké postižení sluchu | těžká nedoslýchavost                                | Postižený potřebuje výkonná sluchadla                                                     |
| 71–90 dB        | těžké postižení sluchu         | praktická hluchota                                  | Postižený potřebuje výkonná sluchadla nebo kochleární implantát                           |
| nad 90 dB       | úplná hluchota                 | úplná hluchota                                      | Postižený se musí spoléhat na odezírání ze rtů nebo znakový jazyk, popřípadě na implantát |

## Příčiny
Příčiny nedoslýchavosti a hluchoty jsou
- vrozené (genetické nebo ne-genetické vrozené vývojové vady)
- získané onemocnění sluchu (záněty, nádory, úrazy, degenerativní onemocnění),
  - traumatické poškození (úraz, poškození toxické a hlukem).

### Vrozená sluchová vada
Porucha sluchu může být geneticky podmíněná nebo vzniknout negenetickým poškozením v nitroděložním vývoji. Geneticky podmíněná trvalá sluchová porucha může být zděděna v důsledku poškození jednoho nebo více genů. Trvalá sluchová porucha může vzniknout i nepřímo jako následek genetické vady, postihující některé struktury potřebné pro správnou funkci ucha (např. rozštěp patra). Z genetického hlediska lze vrozené sluchové vady klasifikovat podle dominance (dominantní a recesivní vady, s různou penetrancí); nebo podle umístění genové poruchy (autozomální, gonozomální nebo mitochondriální). U části sluchových vad se předpokládá vícefaktoriální vznik.
Dominantní i recesivní sluchová porucha může být nesyndromová, nebo se může vyskytovat v rámci známého genetického syndromu. Současný genový výzkum identifikoval několik nesyndromových dominantních (DFNA#) a recesivních (DFNB#) forem hluchoty.
- Nejobvyklejší typ vrozené sluchové poruchy je porucha genu DFNB1 (nejčastější je hluchota z GJB2 mutace), který kóduje bílkovinu Connexin 26 nezbytnou pro správný rozvoj vnitřního ucha. Tato autozomálně recesivní genetická porucha tvoří až 50 % případů ne-syndromické trvalé sluchové poruchy.
- Nejobvyklejší dominantní syndromové formy sluchové poruchy jsou spojeny se syndromy Sticklerův syndrom a Waardenburgův syndrom.
- Nejobvyklejší recesivní syndromovými sluchovými vadami jsou Pendredův syndrom, syndrom zvětšeného vestibulárního aquaeduktu (LVAS) a Usherův syndrom.
- Hluchota nebo těžká převodní nedoslýchavost se objevuje i u pacientů, kteří mají tzv. Treacher Collinsův syndrom.
- Spalničky mohou způsobit vrozené negenetické poškození sluchového nervu.

### Získaná sluchová porucha
- Meningitida může poškodit sluchový nerv nebo hlemýžď.
- O autoimunitní nemoci se uvažuje jako o možné příčině poškození hlemýždě. Je pravděpodobně zřídka možné, že autoimunitní procesy cílí na hlemýžď specificky, bez symptomů postihujících jiné orgány. Wegenerova granulomatozie je typickým autoimunitním onemocněním, které mohou způsobit ztrátu sluchu.
- Presbyakuze (stařecká nedoslýchavost) je hluchota pro ztrátu vnímání vysokých tónů, zejména u starších lidí. Je považována za degenerativní proces, a je málo známo, proč někteří starší lidé mají presbyakuzii a jiní ne.
- Příušnice (epidemická parotitida) může způsobit hlubokou senzoricko-neurální sluchovou ztrátu (90 dB nebo víc), unilaterální (jedno ucho) nebo bilaterální (obě uši).
- Adenoidní vegetace (zbytnělá nosohltanová mandle) může působit jako překážka Eustachovy trubice, a způsobovat tak převodní sluchovou poruchu. Podobným způsobem může působit obstrukce v dutině nosní.
- Pacienti s AIDS a ARC mohou též trpět sluchovým postižením.[6]
- HIV (a následná infekce) mohou přímo postihnout hlemýžď a centrální sluchový systém.[6]
- Chlamydie mohou způsobit sluchovou ztrátu u novorozenců, kteří dostali nákazu při porodu.[6]
- Fetální alkoholový syndrom podle záznamů způsobuje ztrátu sluchu u 64 % novorozenců narozených alkoholickým matkám, z ototoxického efektu na vyvíjející se plod a podvýživu během těhotenství z nadměrného přísunu alkoholu.[6]
- Předčasný porod způsobuje senzoricko-neurální ztrátu sluchu v asi 5 % případů.[6]
- Syfilis je obvykle přenesen z těhotných žen na jejich plody, asi třetina infikovaných dětí se stane neslyšícími.[6]
- Otosklerosa – dědičné onemocnění

### Traumatické poškození
- Přímý úraz ucha nebo sluchových center může způsobit hluchotu. Osoby, které měly úraz hlavy, jsou zvlášť náchylné na ztrátu sluchu nebo tinnitus, buď dočasně nebo trvale.
- Hluk (zvuk nad 80 dB[7], zejména explosivní nebo jednotvárný), může způsobit ztrátu sluchu. Zákon vyžaduje použití špunty do uší. Ukázalo se však, že jsou neúčinné.[8]

## Vliv sluchového postižení na psychosociální vývoj
Prelingvální typ postižení sluchu ovlivňuje závažněji psychický vývoj dítěte, především oblast myšlení. Delší dobu přetrvává názorné (konkrétní) myšlení, v něm jsou myšlenkové operace vázány především na konkrétní realitu. Nástup symbolických operací je opožděn. Bývá opožděn rozvoj logických operací, pojmové myšlení se rozvíjí pomalu a vázne abstrakce. Dítě má především potíže s abstrakcí a hypotetickým uvažováním, plánováním a zhodnocováním minulých zkušeností. Dítě má slabou slovní zásobu (aktivní i pasivní) a obtížně rozumí čtenému textu. Sklon k odezírání vyžaduje zvýšenou vizuální kontrolu. Vyžaduje tak trvalou ostražitost. To dítě unavuje a zvyšuje to tendence k afektivní dráždivosti. Sluchové postižení výrazně narušuje řeč. Jelikož chybí auditivní kontrola řečového projevu, bývá narušena fonologická složka řeči. To se projeví špatnou artikulací řeči, neschopností napodobit melodii řeči, nepřiměřeností hlasového projevu. Dítě má malou aktivní slovní zásobu. Nedodržuje správně gramatiku a syntax. Má výrazné potíže v diferenciaci zvukově podobných slov. Postižena je také pragmatická složka řeči - nedostatečná schopnost užívat řeči jako sociální kompetence.

## Léčba a zmírňování důsledků hluchoty

### Léčba
Některé léky způsobují nevratné poškození ucha, a proto je jejich použití omezené; nejdůležitější skupinou jsou aminoglykosidy (hlavně gentamicin). Různé jiné léky mohou postihnout sluch vratně. To zahrnuje některá diuretika, aspirin a NSAID a makrolidová antibiotika.

### Kompenzační pomůcky
Ke zmírňování důsledků hluchoty lze využít různé kompenzační pomůcky, zejména sluchadla (laicky „naslouchátka“), dále vibrační nebo světelný budík (speciálně upravený, který probouzí pomocí světla či vibrací) či indukční smyčku (umožňuje kvalitní poslech zvukových informací bez rušení okolním hlukem, může být pevně zabudovaná, nebo přenosná).

### Skryté titulky
Skryté titulky jsou určeny pro neslyšící a nedoslýchavé osoby. Kromě mluvené řeči upozorní také na zvukový děj v okolí, který je v pořadu důležitý pro pochopení děje.

### Přepisovatelská služba
Simultánní přepis je služba, při které je mluvená řeč převáděna do písemné podoby v reálném čase. Přepisovatel simultánně přepisuje mluvenou řeč a klient si čte text na notebooku, tabletu či jiném zobrazovacím zařízení. Při akcích pro větší počet uživatelů se text promítá na plátno či LCD obrazovku. Simultánní přepis může být poskytován také on-line.

## Komunikace neslyšících a nedoslýchavých lidí
1. Mluvený jazyk – jazyk většinové společnosti
2. Odezírání[10] – dovednost jedince vnímat mluvenou řeč zrakem a pochopit obsah sdělení nejen podle pohybu úst, ale i podle miminky obličeje, výrazu očí a gestikulace.
3. Prstová abeceda – využívá formalizovaných a ustálených postavení prstů a dlaně jedné ruky nebo prstů a dlaní obou rukou k zobrazování jednotlivých písmen abecedy
4. Znakový jazyk – je přirozený a plnohodnotný komunikační systém, jazyk osob neslyšících a nedoslýchavých; má vlastní gramatiku
5. Znakovaná forma mluveného jazyka – umělý jazykový systém, kopíruje slovosled gramatiky mluveného jazyka, avšak používá znaky z jazyka znakového

## Slavné osobnosti s poruchou sluchu
- Lenka Matoušková je neslyšící česká atletka, národní rekordmanka se specializací na hod diskem a vrh koulí.
- Helen Kellerová byla americká spisovatelka, aktivistka a lektorka. Jako první hluchoslepý člověk dokončila studium na Harvardově univerzitě.
- Mobi Urbanová byla česká, mezinárodně úspěšná neslyšící tanečnice a učitelka tance.